# Drømmen der ikke vil dø
Drømmen der ikke vil dø er en film instrueret af Michael Perlmutter.

## Handling
Bygninger og vogne i Thy-lejren; Mark Thalmay taler om lejren som fredsted; radrensning med hest; kvinder rejser teepee; ringdans; teceremoni; fællesmøde; trommedans; Flemming & Amos vasker; børn; Svend i hestevogn; hurtigfilm; healing; kærlighed; Samson i hængekøjen; moder jord; grinemeditation; rebirthing; Michael Lund; nøgenløb; regnvejr; vinter; forår; istapper; havearbejde; afslutning.